# Leif Aronsson

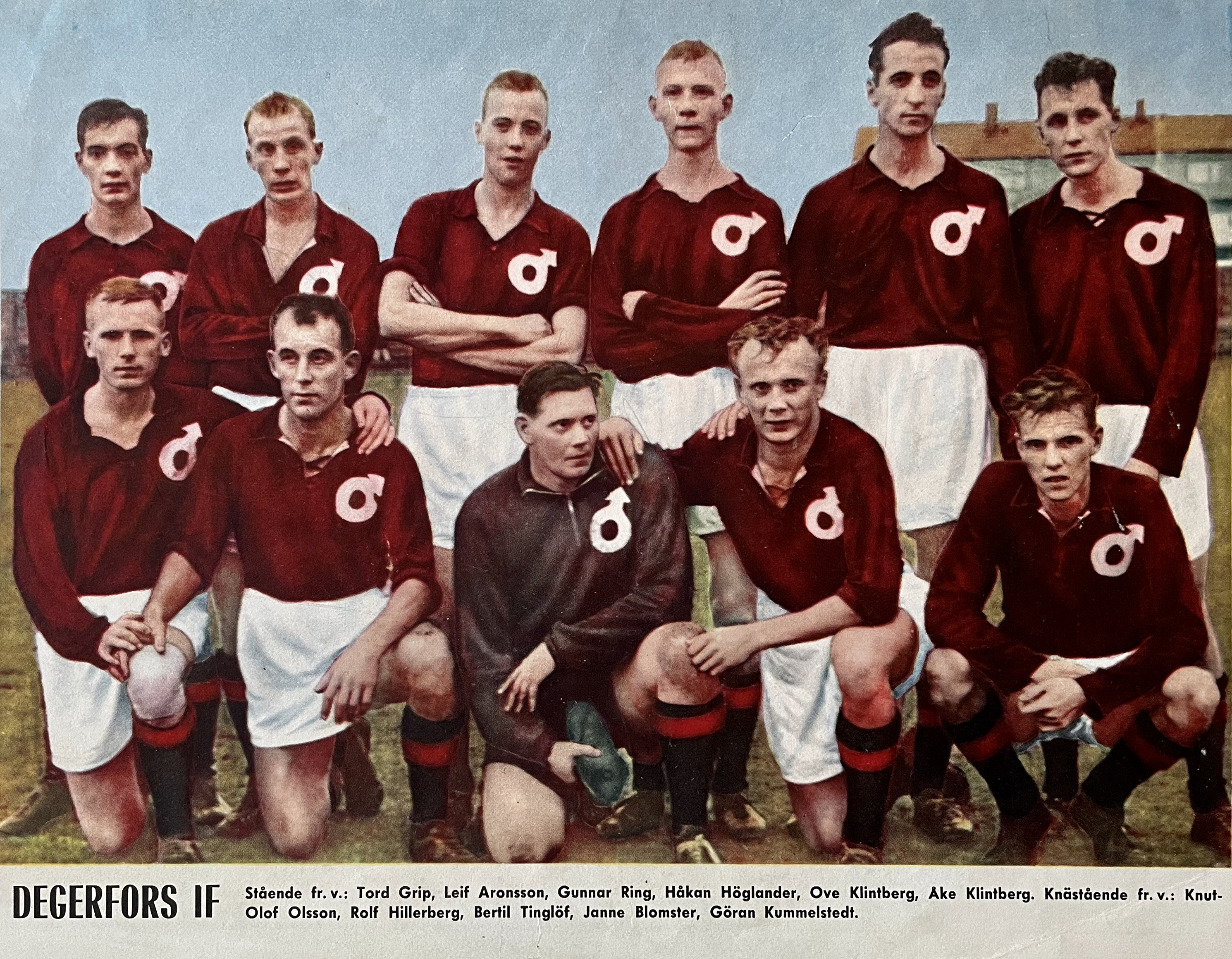
Degerfors IF – lagbild från 1958 med stående från vänster i bild – Tord Grip och Leif Aronsson tillsammans med bland andra Rolf Hillerberg, Göran Kummelstedt och målvakten Bertil Tinglöf.

Leif Roland Aronsson, född 27 januari 1938 i Karlskoga, död 17 januari 1987 i Degerfors, var en svensk fotbollsspelare som spelade i Degerfors IF på 1950- och 1960-talet. Aronsson spelade landskamper i A-, B- och J-landslagen.
Leif Aronsson var bror till Jan Aronsson.